# ورم ليفي في المبيض
الورم الليفي في المبيض هو ورم حميد، يمثل 4% من أورام المبيض، يحدث عادة حول سن اليأس أو بعده، عادةً ما يكون بلا أعراض، وإن ظهرت غالباً ما تكون على هيئة ألم في البطن.
يتم تشخيصه بالموجات فوق الصوتية والأشعة المقطعية وتصوير بالرنين المغناطيسي. ويرتفع مستوى  CA-125 في 28% من المصابات.
يعالج جراحياً عن طريق الاستئصال.